# Rajwinder Kaur (1998)
Pour les articles homonymes, voir Kaur.
Rajwinder Kaur (en hindi : राजविंदर कौर) née le 19 novembre 1998, est une joueuse indienne de hockey sur gazon. Elle évolue au poste d'attaquante au Indian Oil Corporation Ltd. et avec l'équipe nationale indienne.

## Carrière
Elle a fait ses débuts le 26 février 2022 contre l'Espagne à la 3e saison de la Ligue professionnelle (2021-2022).

## Palmarès
- : 3e à la Ligue professionnelle 2021-2022.